# 신평 호씨
신평 호씨(新平扈氏)는 충청남도 당진시 신평면을 본관으로 하는 한국의 성씨이다.

## 역사
시조 호의(扈義)는 호원보(扈元甫)라고 하기도 한다. 고려 건국에 공을 세워 개국공신에 녹훈되었고, 관직은 평장사(平章事)에 이르렀다. 시호는 희개(禧開)이다. 
호의(扈義)의 장남(長男)인 호철(扈哲)의 17대손 호종국(扈從國)이 신평군(新平君)에 봉해져 관향으로 하였다. 

## 분파
호철의 둘째 동생 호은열(扈殷悅)이 보안 호씨(保安 扈氏), 셋째 동생 호흥인(扈興仁)이 나주 호씨(羅州 扈氏)로 분파하였다.

## 본관
신평(新平)은 충청남도 당진시(唐津市) 신평면 일대의 지명이다. 본래 백제의 사평현(沙平縣)이다. 757년(신라 경덕왕 16)에 신평으로 고쳐서 혜성군(槥城郡)의 속현(屬縣)으로 삼았다. 1018년(현종 9) 홍주(洪州)에 예속되었고, 1356년(공민왕 5)에 홍주목으로 승격되어 조선시대까지 유지되었다. 《세종실록지리지》에 충청도 홍주목 신평현(新平縣)의 성으로 이(李)·송(宋)·방(方)·호(扈) 4성이 기록되어 있다.
1895년(고종 32)에 면천군에 편입되었고, 1914년 신평면으로 개칭되어 당진군에 편입되었다.

## 과거 급제자
신평 호씨는 조선시대 과거 급제자 5명을 배출하였다.
생원시
- 호세륜(扈世倫) : 1522년(중종(中宗) 17년) 식년시(式年試) 생원 3등. 아버지 호신공(扈信恭). 거주지 흥해(興海).

진사시
- 호정일(扈精一, 1566년생) : 1612년(광해군(光海君) 4년) 식년시(式年試) 진사 2등. 아버지 참봉(參奉) 호완(扈完). 거주지 당진(唐津).

무과
- 호세립(扈世立, 1609년생) : 1637년(인조(仁祖) 15년) 별시(別試) 무과 병과(丙科) 4805위. 아버지 겸사복(兼司僕) 호천민(扈天民). 거주지 한성[京].
- 호덕성(扈德成, 1681년생) : 1710년(숙종(肅宗) 36년) 춘당대시(春塘臺試) 무과 병과(丙科) 32위. 아버지 노직통정(老職通政) 호영립(扈永立). 거주지 파주(坡州).

율과
- 호인수(扈仁壽) : 1549년(명종(明宗) 4년) 식년시(式年試) 장원(壯元). 아버지 별제(別提) 호희철(扈希哲). 거주지 한성[京].

## 인구
- 2000년 597가구 1,854명
- 2015년 2,150명